# Spongia
A Spongia a szaruszivacsok (Demospongiae) osztályának a Dictyoceratida rendjébe, ezen belül a Spongiidae családjába tartozó nem.

## Rendszerezés
A nembe az alábbi 3 alnem és 68 faj tartozik:
- Spongia (Australospongia) Cook & Bergquist, 2001 - 1 faj
  - Spongia gracilis Cook & Bergquist, 2001
- Spongia (Heterofibria) Cook & Bergquist, 2001 - 7 faj
  - Spongia biformis Cook & Bergquist, 2001
  - Spongia catarinensis Mothes, Kasper, Lerner, Campos & Carraro, 2006
  - Spongia corrugata Cook & Bergquist, 2001
  - Spongia cristata Cook & Bergquist, 2001
  - Spongia gorgonocephalus Cook & Bergquist, 2001
  - Spongia manipulatus Cook & Bergquist, 2001
  - Spongia mokohinau Cook & Bergquist, 2001
- Spongia (Spongia) Linnaeus, 1759 - 55 faj
  - Spongia adjimensis (Topsent, 1925)
  - Spongia agaricina Pallas, 1766
  - Spongia anclotea de Laubenfels & Storr, 1958
  - Spongia arabica Keller, 1889
  - Spongia australis Bergquist, 1995
  - Spongia bailyi (Lendenfeld, 1886)
  - Spongia barbara Duchassaing & Michelotti, 1864
  - Spongia bibulus Rao, 1941
  - Spongia brunnea Lévi, 1969
  - Spongia cerebralis Thiele, 1905
  - Spongia ceylonensis Dendy, 1905
  - Spongia conifera (Lendenfeld, 1886)
  - Spongia cookii Hyatt, 1877
  - Spongia corlosia Duchassaing & Michelotti, 1864
  - Spongia distans (Schulz, 1900)
  - Spongia excavata (Lendenfeld, 1889)
  - Spongia fenestrata Rao, 1941
  - Spongia fistulosa (Lendenfeld, 1889)
  - Spongia graminea Hyatt, 1877
  - Spongia hispida Lamarck, 1814
  - Spongia hospes (Lendenfeld, 1889)
  - Spongia illawarra (Whitelegge, 1901)
  - Spongia irregularis (Lendenfeld, 1889)
  - Spongia lamella (Schulze, 1879)
  - Spongia lesleighae Helmy, El Serehy, Mohamed & van Soest, 2004
  - Spongia lignea Hyatt, 1877
  - Spongia lobosa (Polejaeff, 1884)
  - Spongia magellanica Thiele, 1905
  - Spongia matamata de Laubenfels, 1954
  - Spongia mexicana Hyatt, 1877
  - Spongia mollicula Hyatt, 1877
  - Spongia nicholsoni Hyatt, 1877
  - Spongia nitens (Schmidt, 1862)
  - Spongia obliqua Duchassaing & Michelotti, 1864
  - Spongia obscura Hyatt, 1877
  - Spongia oceanica de Laubenfels, 1950
  - mosdószivacs (Spongia officinalis) Linnaeus, 1759 - típusfaj
  - Spongia osculata (Lendenfeld, 1889)
  - Spongia osculosa (Lendenfeld, 1889)
  - Spongia papyracea Hyatt, 1877
  - Spongia perforata (Lendenfeld, 1889)
  - Spongia pertusa Hyatt, 1877
  - Spongia pilosa (Wilson, 1902)
  - Spongia solitaria Hyatt, 1877
  - Spongia spinosa (Lendenfeld, 1888)
  - Spongia sterea de Laubenfels & Storr, 1958
  - Spongia suriganensis (Wilson, 1925)
  - Spongia sweeti (Kirkpatrick, 1900)
  - Spongia tampa de Laubenfels & Storr, 1958
  - Spongia tectoria Hyatt, 1877
  - Spongia tenuiramosa (Dendy, 1905)
  - Spongia tubulifera Lamarck, 1814
  - Spongia violacea Lévi, 1969
  - Spongia virgultosa (Schmidt, 1868)
  - Spongia zimocca Schmidt, 1862

Az alábbiak nincsenek alnemekbe foglalva:
- Spongia lacinulosa Lamarck, 1814
- Spongia muricata Linnaeus, 1759
- Spongia oculata Linnaeus, 1759
- Spongia reticulata (Lendenfeld, 1886)
- Spongia stellifera Lamarck, 1814